# Suedama Ensemble
 (mai 2011).
Si vous disposez d'ouvrages ou d'articles de référence ou si vous connaissez des sites web de qualité traitant du thème abordé ici, merci de compléter l'article en donnant les références utiles à sa vérifiabilité et en les liant à la section « Notes et références ».
Le Suedama Ensemble est un orchestre de chambre basé à New York.

## Historique
Créé en 2006 par le chef d’orchestre et pianiste David Greilsammer à New York, le Suedama Ensemble est un orchestre composé de trente jeunes solistes internationaux. Le Suedama Ensemble se produit dans un répertoire éclectique allant de la musique ancienne à celle de nos jours. Il a enregistré deux disques Mozart pour le label français Naïve.

## Discographie
- Mozart : Concertos de jeunesse, Naïve, 2006, David Greilsammer piano et direction
- Mozart : Concertos nº 22 et nº 24, Naïve, 2009, David Greilsammer piano et direction

## Récompenses
- Disque de l’année, 2007, Daily Telegraph
- Supersonic Award, 2008, Pizzicato Magazine